# The Man (Taylor Swift)
The Man è un singolo della cantante statunitense Taylor Swift, pubblicato il 27 gennaio 2020 come quarto estratto dal settimo album in studio Lover.

## Descrizione
Il brano è stato scritto, composto e prodotto dalla stessa cantante con Joel Little. Nel testo, Taylor Swift immagina il suo trattamento da parte dei media se fosse stata un uomo. È composto in chiave di Do maggiore ed ha un tempo di 110 battiti per minuto. Nel brano è presente un riferimento all'attore Leonardo DiCaprio, che viene usato come esempio per spiegare il sessismo. La cantante ha rivelato di aver scritto The Man basandosi non soltanto sulla sua esperienza personale, ma anche sul trattamento generale ricevuto dalle donne nell'industria musicale.

## Accoglienza
Spencer Kornhaber di The Atlantic ha definito The Man «una delle canzoni più ritmate» di Lover, descrivendola come «la protesta musicale più esplicita della cantante sul sessismo». Brittany Hodak di Forbes l'ha ritenuta «la canzone più significativa che Taylor Swift abbia mai scritto», descrivendola come «un'interpretazione perfetta del sessismo velato e non che le donne affrontano ogni giorno». Anche Raisa Bruner di Time ne ha elogiato il potente messaggio contro il sessismo. Scrivendo per la rivista Rolling Stone, Rob Sheffield ha ritenuto che il brano avrebbe rispettato pienamente il tema del precedente album della cantante, Reputation. Carl Wilson di Slate l'ha paragonata ai lavori del gruppo musicale al femminile Haim.
Sade Spence e Kristen Perrone, scrivendo per Elite Daily, hanno affermato che The Man ha «un testo molto schietto e contiene un potente messaggio sulle donne». Anche Allie Gemmill di Teen Vogue ne ha lodato particolarmente il testo. Jason Lipshutz di Billboard l'ha definita «una delle produzioni più complete» di Lover. Jon Caramanica del New York Times l'ha descritta come «un'austera protesta synth-pop» contro il sessismo. Jordan Stargent della rivista Spin ha confrontato negativamente il brano a You Need to Calm Down, evidenziandone l'inferiorità a livello di profondità nel testo.

## Video musicale
Il 25 febbraio 2020 Taylor Swift ha annunciato che il video musicale di The Man sarebbe stato pubblicato in due giorni. Il video è stato diretto dalla stessa cantante, rendendolo il suo debutto come regista solista, mentre la fotografia è curata dal 4 volte nominato all'Oscar Rodrigo Prieto, collaboratore abituale di Martin Scorsese. Il video vede cameo di Loren Gray e Dominic Toliver, due influencer resi noti dal social network TikTok, dell'attrice Jayden Bartels e del padre della cantante, Scott Swift; l'attore Dwayne Johnson presta la sua voce per una breve parte parlata.

### Sinossi
Il video musicale esplora la vita di Taylor Swift travestita nella sua controparte maschile, Tyler Swift. Nel corso del video, il personaggio esibisce comportamenti sgradevoli nei confronti delle persone che lo circondano e conduce uno stile di vita lussuoso e promiscuo, ricevendo elogi per il minimo indispensabile. Contiene riferimenti al film The Wolf of Wall Street, interpretato dall'attore Leonardo DiCaprio e alla controversia che ha circondato la tennista Serena Williams e un arbitro agli US Open 2018. Il video presenta numerosi esempi riguardo ai doppi standard presenti nella società e alla costante sessualizzazione delle donne. Il video contiene inoltre allusioni ai precedenti album della Swift, i cui titoli sono scritti come graffiti su un muro. Lover, il primo album di cui la cantante possiede completamente i diritti, è assente, ma la parola "karma" è scritta due volte sul muro. Il muro presenta anche altri due segni, uno che recita "Missing: If Found Return to Taylor Swift" e l'altro che vieta gli scooter, un riferimento alla disputa che ha avuto nel 2019 con Scott Borchetta e la sua ex etichetta discografica, la Big Machine Records, sulla vendita ingiusta dei suoi diritti discografici a Scooter Braun. Nel video si può notare un poster di "Mr. Americana", interpretato da Tyler Swift, diretto da Larry Wilson, e presentato in anteprima al Mandance Festival 2020; trattasi di un riferimento al documentario Netflix della cantante, Miss Americana, diretto da Lana Wilson e presentato al Sundance Film Festival 2020. I titoli di coda accreditano Swift come unica regista, autrice, proprietaria e interprete del video.

### Accoglienza
Constance Grady del portale web Vox ha affermato che il video è "la missione della cantante per esercitare il suo potere". Zoey Haylock della rivista Vulture ha elogiato il travestimento di Taylor Swift, oltre a trovare somiglianze tra la sua versione maschile e i suoi ex, quali Harry Styles e Jake Gyllenhaal, e il suo fidanzato attuale Joe Alwyn.

### Lyric video
In anticipazione al video ufficiale è stato pubblicato il 7 febbraio 2020 un lyric video animato. Il video segue una donna che indossa giacca e cravatta, l'unica figura femminile in una città labirintica piena di droni maschili più alti e più grandi, mentre cammina su una scala di Penrose. È costretta a correre fra gli uomini che vanno in giro per evitare di essere calpestata. Il suo raggiungimento della cima di un edificio simboleggia la sua salita a livello professionale, ma i droni la spingono via e la lasciano cadere; fortunatamente, viene salvata da una donna gigante e portata in un luogo in cui tutte le donne camminano insieme in solidarietà verso la città. La fine del video implica che la vera chiave del successo per le donne è di sostenersi a vicenda. Alcune scene del lyric video presentano somiglianze al film Inception, che vede protagonista l'attore nominato nella canzone, Leonardo DiCaprio.

## Esibizioni dal vivo
Il 9 settembre 2019 Taylor Swift ha cantato una versione acustica di The Man ad un concerto speciale a Parigi intitolato City of Lover. Il successivo 11 ottobre ha riproposto la versione acustica per NPR Music, mentre il 25 novembre ha incluso il brano in un medley dei suoi successi agli American Music Awards 2019.

## Altre versioni
Il 17 febbraio 2020 Taylor Swift ha annunciato la pubblicazione della versione dal vivo acustica di The Man registrata in occasione del suo City of Lover. È stata messa in commercio il giorno successivo insieme alla diffusione del video live. Billboard ha definito questa versione «gloriosa», mentre E! ne ha lodato l'empowerment, e Uproxx l'ha descritta come «intima e grandiosa».

## Impatto
The Man è stato aggiunto a playlist su piattaforme streaming come Apple Music, Spotify e Tidal, in onore della Giornata internazionale della donna 2020. Personaggi pubblici come Malala Yousafzai e Kristin Chenoweth hanno aggiunto la canzone anche alle loro playlist per la giornata.
Il New York Times ha incluso The Man in un elenco per le "25 canzoni che contano in questo momento". La rivista ha definito il brano «una maliziosa canzone di protesta», spiegando che «la cantante canalizza l'indignazione in un'ampia protesta contro il sessismo e lo scetticismo che tutte le donne affrontano». Hanno anche notato che «la linea più incisiva della canzone è una lamentosa domanda retorica che ricorda uno slogan del movimento Me Too: #BelieveWomen».

## Tracce
Download digitale
1. The Man – 3:10

Download digitale – Live from Paris
1. The Man (Live from Paris) – 3:39

## Successo commerciale
Dopo la pubblicazione di Lover, The Man ha debuttato al 21 posto nella Official Singles Chart con 20 511 copie vendute, risultando il più alto ingresso in classifica della settimana.

## Classifiche
| Classifica (2019-20) | Posizione massima |
| -------------------- | ----------------- |
| Australia            | 17                |
| Austria              | 66                |
| Belgio (Fiandre)     | 68                |
| Belgio (Vallonia)    | 57                |
| Canada               | 21                |
| Estonia              | 34                |
| Grecia               | 27                |
| Irlanda              | 16                |
| Lituania             | 24                |
| Malaysia             | 12                |
| Norvegia             | 24                |
| Nuova Zelanda        | 15                |
| Paesi Bassi          | 62                |
| Portogallo           | 52                |
| Regno Unito          | 21                |
| Repubblica Ceca      | 33                |
| Singapore            | 10                |
| Slovacchia           | 31                |
| Stati Uniti          | 23                |
| Svezia               | 63                |
| Svizzera             | 80                |
| Ungheria             | 30                |